# Mars Science Laboratory
Mars Science Laboratory dio je NASA-inog Mars Exploration Programa, dugoročnog programa istraživanja Marsa pomoću robotiziranih sonda. 

## Ciljevi misije
Ciljevi misije su istraživanje geologije i klime Marsa te davanje odgovora na pitanje je li on ikada mogao uzdržavati život. Da bi dao odgovore na ta pitanja MSL ima šest glavnih znanstvenih ciljeva:
- Ustanoviti minerološki sastav materijala na površini i neposredno ispod površine.
- Pokušaj uočavanja osnovnih kemijskih spojeva potrebnih za nastanak života.
- Otkriti koji su procesi modificirali stijene i tlo.
- Ustanoviti koji su procesi utjecali na evoluciju Marsove atmosfere zadnjih 4 milijarde godina.
- Ustanoviti današnje stanje, distribuciju i procese povezane uz kruženje vode i ugljikovog dioksida.
- Bilježenje količine radiacije na površini što uključuje mjerenje galaktičkog, kozmičkog i sunčevog zračenja, izbačaje protona i sekundarnih neutrona.

U sklopu misije Curiosity mjeri razine radiacije unutar rovera kako bi se ustanovilo kolike doze radijacije bi primila potencijalna ljudska misija na Mars.

## Curiosity
Curiosity (hrv. znatiželja) je NASA-in planetohod (rover) iz misije Mars Science Laboratory. Rover je lansiran 26. studenog 2011. s raketom Atlas V. Rover je 6. kolovoza 2012. u 05:14:39 UTC uspješno sletio u  krater Gale na Marsu i time započeo svoju dvogodišnju istraživačku misiju.
Glavni istraživački ciljevi Curiosity-ja su istraživanje Marsove klime, geologije i je li planet ikada mogao uzdržavati život. Curiosity sa sobom nosi najnaprednije instrumente ikad lansirane prema Marsu i sa svojih 900 kg planetohod (rover) je najveće mase koji je ikada sletio na drugo nebesko tijelo, nadmašivši sovjetski Lunohod 2.

## Razvoj
NASA je s razvojem Curiositya počela 2004. godine kada je objavila natječaj za prijedloge koje znanstvene instrumente bi rover mogao ponijeti. Do 2008. je rover bio dovršen i krenulo se s ispitivanjima. Kako su se ispitivanja odužila odgođeno je lansiranje rovera do 2011. godine. Izvorni plan je bio da se rover lansira 2008. godine.
Dimenzije rovera su 2,9 x 2,7 x 2,2 metra uz masu od 899 kg, od čega 80 kg otpada na znanstvene instrumente. Rover energiju dobiva iz radioizotopnih termoelektričnih generatora (RTG) sličnim onima kakvi su korišteni u misijama Viking 1 i Viking 2. Zahvaljujući RTG izvoru energije, rover ima duži životni vijek, više energije na raspolaganju i nije osjetljiv na klimatske uvjete kao roveri Spirit i Opportunity kojima vjetar redovito zapraši solarne ćelije i tako smanjuje količinu generirane energije. RTG na početku misije daje 125W energije, tj. 2,5 kWh dnevno, i njegov rok trajanja je minimalno 14 godina kada će davati 100 W energije.
Mozak rovera čine dva identična računala koja se sastoje od RAD750 procesora, 256MB DRAM, 256kb EEPROM i 2GB flash memorije. U upotrebi će biti samo jedno računalo dok će drugo služiti kao pričuva i kontrola. Računala na Curiosity su višestruko jača od prijašnje generacije rovera i mogu izvršiti do 400 milijuna instrukcija u sekundi, za razliku od 35 milijuna instrukcija po sekundi koliko mogu izvesti računala na roverima Spirit i Opportunity.
Curiosity može dnevno preći do 200 m dnevno u automatskom modu vožnje. Pritom je u stanu prijeći preko 65 cm visokih prepreka i penjati se po padinama do 30° nagiba. Pogonski sustav se sastoji od 6 kotača sa zasebnim elektromotorima. Svaki od kotača moguće je neovisno zakrenuti i tako povećati mobilnost rovera.

## Instrumenti
| Instrument                                            | Opis | Slika | Bilješke    |
| ----------------------------------------------------- | --- | ----- | ----------- |
| Mast Camera MastCam                                   | Dva instrumenta za promatranje montirana na roverov stup, ~1,97 m iznad tla. Kamera Mastcam-34 (M-34) ima fokalnu duljinu od ~34 mm dok Mastcam-100 (M-100) ima ~100 mm. Obe kamere mogu snimati panoramske, bojane, multispektralne fotografije svoje okoline. |       | [ 1 ]       |
| Mars Hand Lens Imager (MAHLI)                         | Kamera u boji s promjenjivim fokusom. Nalazi se na kraju robotske ruke. Može fotografirati 1600 x 1200 piksela s rezolucijom od 14,5 mikrometara po pikselu. |       | [ 2 ]       |
| Mars Descent Imager (MARDI)                           | MARDI će funkcionirati tijekom spuštanja na površinu Marsa fotografirajući slike u boji od 1600 x 1200 piksela. S radom će započeti na visini od oko 3,7 km do otprilike 5 m iznad površine snimajući ~5 slika u sekundi za period vremena od oko 2 minute. Glavna svrha MARDI-ija je odrediti točno mjesto slijetanja te pružiti geološku perspektivu neposredne okoline za rane operacije rovera.                                                    |       | [ 3 ]       |
| Chemistry & Camera (ChemCam)                          | Sastoji se od dva pojedinačna instrumenta: - Laserski inducirani rastavljajući spektrometar (eng. Laser-Induced Breakdown Spectrometer - LIBS) - Daljinska mikro kamera (eng. Remote Micro-Imager - RMI) LIBS će otkrivati elementarni sastav materijala dok će RMI dobivene rezultate smještati u njihov geomorfološki kontekst. Oba će instrumenta pomoći pri odabiru zanimljivih uzoraka za daljnu laboratorijsku analizu.                          |       | [ 4 ]       |
| Alpha-particle X-ray spectrometer (APXS)              | Poboljšana inačica APXS-a koji se koristio na misijama Mars Pathfinder i Mars Exploration Rovers. Uređaj će prikupljene uzorke ozračiti s alfa-česticama i zatim mapirati spektar rendgenskih zraka s ciljem otkrivanja elementarnog sastava te načina na koji su nastali. Financira ga Kanadska svemirska agencija. |       | [ 5 ]       |
| Chemistry and Mineralogy (CheMin)                     | Instrument za rendgensku difrakciju s mogućnošću fluorescentne analize. Proučavajući minearologiju uzoraka, CheMin će identificirati i kvantificirati minerale u prikupljenim kamenjima i tlima te procijeniti utjecaj vode u njihovom nastanku, taloženju ili mijenjanju. Dobiveni podaci bit će korisni i u potrazi za potencijalnim mineralnim tragovima života, izvorima energije potrebnim za život ili tragovima nekoć održivih životnih uvjeta. |       | [ 6 ]       |
| Sample Analysis at Mars (SAM)                         | Ovaj će se paket instrumenata baviti pitanjem o prošloj ili sadašnjoj nastanjivosti Marsa, analizirajući molekularnu i elementarnu kemiju koja je nužna za uzdržavanje života. Sastoji se od tri pojedinačna instrumenta: - Kvadrupolni maseni spektrometar (eng. Quadrupole Mass Spectrometer - QMS) - Plinski kromatograf (eng. Gas Chromatograph - GC) - Podesivi laserski spektrometar (eng. Tunable Laser Spectrometer - TLS)                     |       | [ 7 ] [ 8 ] |
| Radiation Assessment Detector (RAD)                   | RAD će proučavati širok spektar radijacija prisutnih uz površinu Marsa s ciljem određivanja ostvarivosti i potrebne zaštite po pitanju istraživanja s ljudskom posadom. Financirale su ga NASA-in Exploration Systems Mission Directorate i Njemačka svemirska agencija. RAD su razvili Southwest Research Institute (SwRI) i fizikalna grupa s Sveučilišta u Kielu, Njemačka.                                                                         |       | [ 9 ]       |
| Dynamic Albedo of Neutrons (DAN)                      | DAN je aktivni/pasivni neutronski spektrometar koji mjeri gustoću i dubinsku raspodjelu materijala s H i OH (npr. apsorbirana voda i hidratni minerali) u plitkom sloju (~ 1 m) Marsove površine na roverovom putu. Izradila ga je Ruska federalna svemirska agencija. |       | [ 10 ]      |
| Rover Environmental Monitoring Station (REMS)         | Senzor za mjerenje šest atmoferskih parametara: brzinu/smjer vjetra, tlak, relativne vlažnosti, temperature zraka i tla te ultraljubičastog zračenja. Svi senzori nalaze se oko tri elementra: dva kraka na Remote Sensing Mastu, Ultraviolent Sensor na gornjoj površini tijela rovera te Instrument Control Unit unutar rovera. Rad španjolskog Ministarstva obrazovanja i znanosti.                                                                 |       | [ 11 ]      |
| MSL Entry Descent and Landing Instrumentation (MEDLI) | MEDLI je set inženjerskih senzora koji su dizajnirani da bilješe atmosferske uvjete te analiziraju performanse MSL-ovog toplinskog štita tijekom spuštanja kroz atmosferu. |       | [ 12 ]      |

## Odabir mjesta istraživanja
Za slijetanje je odabrak krater Gale u ekvatorijalnom području Marsa. Gale je krater promjera 154 km i u njegovom središtu se smjestila 5500 visoka planina Aeolis Mons, poznata i pod neslužbenim nazivom Mount Sharp. Planina se sastoji od taložnih stijena koje u sebi kriju geološke zapise iz najranijih razdoblja Marsa. Sam Curiosity je sletio u Aeolis Palus, nanos materijala koji je erodirao s Aeolis Monsa, u sjevernoj polovici kratera. Uz erodirani materijal orbitalne sonde otkrile su i potencijalne sedimente koji su nastali u davnoj prošlosti kada je krater vjerojatno bio jezero. Vjeruje se da će ti sedimenti biti prvi cilj znanstvenika, koji će željeti provjeriti ima li u njima kemijskih spojeva potrebnih za nastanak života.
Znanstvenicima su najinteresantniji sulfati i glineni minerali koji se nalaze iza polja pješćanih dina. Rover će iskoristiti sve instrumente da otkrije kako su ti minerali nastali i kako je promjena okoliša utjecala na njih. Neki od tih nanosa su pogodni za stvaranje organskih spojeva jer čine zaštitni sloj protiv oksidacije.
Dva kanjona na obroncima Aeolis Monsa su također od velikog interesa. U kanjonima su dostupni slojevi stijena stari od nekoliko do više stotina milijuna godina. Proučavanje litica tih kanjona dalo bi odgovore na mnoga pitanja iz geološke povijesti Marsa. Kanjoj osim litica u sebi sadrži sedimente koje je nanijela voda kada je stvarala kanjon. Ti sedimenti su nekad davno možda bili stanište primitivnog života. Zato stijene na ušću kanjona čine treću lokaciju koja će se istraživati.

## Tijek misije

### 2004.
Travanj 2004.: NASA objavljuje natječaj za odabir znanstvenih instrumenata kojima će rover biti opremljen.
14. prosinac 2004.: Odlučeno je kojih osam instrumenata će biti ugrađeni u rover. Razvoj nekih instrumenata je već započeo.

### 2008.
Studeni 2008.: Većina rovera je dovršena, započelo testiranje intrumenata, mehanike i software-a.

### 2009.
27. svibanj 2009.: Nakon natječaja među školarcima, koji je proveden u ožujku, NASA je odabrala ime za rover: Curiosity. Ime rovera je odabrala šestogodišnjakinja Clara Ma iz Kanzasa.

### 2011.
Srpanj 2011.: Odabrano je mjesto slijetanja, krater Gale.
26. studenog 2011.: Raketa Atlas V lansira Curiosity prema Marsu.

### 2012.
11. siječnja 2012.: Letjelica je uspješno izvela manevar i dodatno rafinirala putanju prema Marsu.
6. kolovoza 2012.: Rover uspješno slijeće u krater Gale i par sekunda nakon slijetanja šalje prve fotografije. Istodobno orbiter Mars Reconnaissance Orbiter uspješno snima rover kako slijeće s otvorenim padobranom.
7. kolovoza 2012.: NASA objavljuje da je rover prilikom slijetanja promašio željeno mjesto za samo 2 km.
9. kolovoza 2012.: Rover šalje prvu 360° panoramu mjesta slijetanja.
22. kolovoza 2012.: Curiosity je nakon detaljnje provjere svih instrumenata i sustava neophodnih za rad rovera odvozio prve metre po površini Marsa.
29. kolovoza 2012.: Rover je krenuo prema 400 m udaljenom mjestu pod nazivom Glenelg. Glenelg je mjesto na kojem se susreću tri geološki različita terena i kao takvo zanimljivo je mjesto za istraživanje.
27. rujna 2012.: Pronađen je dokaz o drevnoj vodi.
7. listopada 2012.: Uočen sjajni objekt na području Rocknest.
17. listopda 2012.: Prva rendgenska analiza uzorka.
3. prosinca 2012.: U analizi uzorka otkrivena je prisutnost vodenih molekula.

### 2013.
veljača 2013.: Rover prvi put koristi bušilicu.
ožujak 2013.: Pronađen je dokaz da su uvjeti na Marsu nekad bili pogodni za život.
rujan 2013.: Rover je otkrio otkrio "obilnu, lako dostupnu" vodu (1,5 do 3 posto mase) u uzorcima tla u regiji Aeolis Palus u Gale krateru.

### 2014.
24. lipnja 2014.: Rover je odradio jednu marsovsku godinu.
11. rujna 2014.: Curiosity je stigao do obronaka planine Aeolis Mons (ili Mount Sharp).
 16. prosinca 2014.: NASA je izvijestila da je rover Curiosity otkrio "desetostruki šiljak", vjerojatno lokaliziran, u količini metana u marsovskoj atmosferi. Mjerenja uzoraka uzeta "desetak puta tijekom 20 mjeseci" pokazala su porast krajem 2013. i početkom 2014. godine, u prosjeku "7 dijelova metana na milijardu u atmosferi." Prije i nakon toga, čitanja su u prosjeku iznosila oko desetine te razine.

### 2015.
17. prosinca 2015.: NASA je objavila fotografije velike marsovske dine imena Namib, načinjene od tamnoga pijeska.

## Trenutačni status
Rover je i dalje operativan, a od 12. ožujka 2021. godine Curiosity je na Marsu bio 3056 sola (ukupno 3140 dana) od slijetanja 6. kolovoza 2012.